# 多斯滕
多斯滕（德語：Dorsten，發音：[ˈdɔʁstn̩] ⓘ）是德国北莱茵-威斯特法伦州明斯特行政区雷克灵豪森县的一個城市，面积171.2平方千米，2023年12月31日人口为76,842人。其處於利珀河畔以南，位於魯爾區的北部邊緣與明斯特南部的交會點，屬於萊茵-魯爾都會區的一部分。其為雷克灵豪森司法区一帶的古老城鎮，因為留存其境內的羅馬軍營而為德國人所知。市鎮於1251年6月1日被科隆選帝侯授予城鎮權，並在20世紀向北擴展，將利珀河以北原明斯特大主教區倫貝克領地的領土納入其中。

## 友好城市
多斯滕与以下城市结为友好城市：
- 英格兰 克劳利
- 法國 多尔芒
- 法國 埃尔内
- 德国 海尼兴
- 以色列 霍德沙龙
- 北爱尔兰 紐敦阿比
- 波蘭 雷布尼克
- 尼加拉瓜 瓦斯拉拉